# Dario Rodriguez (DJ)
Dario Rodriguez (* 27. Mai 1991 in Herford; bürgerlich Dario Schürmann) ist ein deutscher DJ und Musikproduzent aus Bielefeld. Er ist seit Ende der 2000er Jahre unter seinem heutigen Pseudonym in dem Bereich des Dance Pop aktiv. Als DJ trat er mitunter auf dem New Horizons Festival oder dem World Club Dome auf.

## Werdegang
Dario Rodriguez absolvierte nach seinem Realschulabschluss eine dreijährige Ausbildung zum Veranstaltungskaufmann. Zeitgleich begann er als DJ erste eigene Partys zu organisieren. Zwischen 2011 und 2013 produzierte er gemeinsam mit der deutschen DJ Miss Kiyami seine ersten eigenen Lieder, durch die ein Kontakt mit dem Kölner DJ David Puentez zustande kam. Dieser steuerte einen Remix für die Single What the Fuck bei, die über das Plattenlabel Bikini Records veröffentlicht wurde. In den darauf folgenden Jahren kam es wiederholt zu Kollaborationen mit Puentez für diverse Remixe.
Im Jahr 2014 veröffentlichte er gemeinsam mit David Puentez einen Remix zu dem Lied Daylight des dänischen DJs Kid Massive und dem schwedischen Produzenten WeSmile, der die Aufmerksamkeit von Musikern wie Alesso, Axwell und Sebastian Ingrosso auf sich zog. Während er in den Folgejahren erstmals auf größeren Festivals auftrat, wurden seine Lieder mitunter auf den Bühnen des Tomorrowlands, Coachella Festivals oder dem Ultra Music Festivals gespielt.
2016 produzierte er gemeinsam mit dem amerikanischen Rapper Mr. V den Track Beat Black, der insgesamt über 2 Millionen Plays auf der Streaming-Plattform Spotify erreichte. Daraufhin veröffentlichte Rodriguez die Single Smackdown auf dem Label „Playbox Music“ des deutschen DJ-Duos Twoloud, das vom niederländischen DJ und Produzenten Hardwell erstmals gespielt wurde.
Nachdem er in den Vorjahren mehrmals mit Produzenten wie Fedde Le Grand oder Topic zusammenarbeitete und seine Lieder über Plattenfirmen wie Strictly Rhythm oder Le Grands Darklight Recordings von erschienen, gründete Rodriguez im Juli 2019 sein eigenes Plattenlabel „Inferiae Records“ als Tochterunternehmen der „Swutch Music GmbH“. Auf diesem erschienen kurz darauf die Singles Hyphy und Supernova.
Im Frühjahr 2020 unterschrieb der gebürtige Herforder einen Vertrag bei Robin Schulz, auf dessen Label er 5 Songs veröffentlichte.
Ende 2020 erschien seine erste Single „In Your Eyes (feat. Colorway)“ auf Mentalo Music. 2021 startete Rodriguez neben seinem Remix für Robin Schulz - „All We Got (feat. Kiddo)“ auf Warner Music Germany, mit der zweiten Single „Back to Me (feat. Scott Abbot)“. Im September 2021 erschien ein weiterer Remix für Topic & Bebe Rexha auf Universal Music / Virgin Records.

## Diskografie

### Singles
- 2011: Panorama Discotheque (mit Miss Kiyami)
- 2012: What the Fuck (mit Miss Kiyami)
- 2013: Take Me Home (mit Miss Kiyami)
- 2014: Tunage
- 2014: Mfkin
- 2014: Impulse
- 2014: Bonsai
- 2015: At Night
- 2015: Flashing Lights (mit Adam van Garrel)
- 2015: Are You Ready (mit Niels van Gogh)
- 2016: Beat Back (feat. Mr. V)
- 2016: Color My Life (feat. Cosmo Klein; Official Farbgefühle Festival Anthem)
- 2016: Mammbo (mit John Dish)
- 2017: Smackdown (mit Tiefblau)
- 2018: Blackbox (mit Dycos)
- 2018: Lit Like Fire (mit Mark Bale feat. Albeneir)
- 2018: Up All Night (feat. OMZ)
- 2019: Hyphy (mit Point BlVnk)
- 2019: Next Level
- 2019: Supernova (mit Tiefblau feat. MC Flipside)
- 2020: In the Zone (feat. MC Flipside)
- 2020: Rollin
- 2020: In Your Eyes (feat. Colorway)
- 2021: Back to Me (feat. Scott Abbot)
- 2021: All I Need (mit Loris Cimino feat. Mika Setzer)
- 2021: Rollerblades
- 2021: Snow in June (mit SkIIIllo feat. Cosmo Klein)
- 2022: Come Over (mit Alott)
- 2022: When Im Gone (mit Twisted Harmonies feat. Scott Abbot)
- 2022: Who’s Holding You (mit VIZE feat. Lagique)
- 2023: Vorbei (Montez, RAF Camora & Robin Schulz feat. Dario Rodriguez)

### Remixes
- 2011: L-Ton − Get Funk (mit Funkatsch)
- 2013: Vol2Cat − I Want You (mit David Puentez)
- 2013: Marco V feat. Maruja Retana − Waiting (For the End) (mit David Puentez)
- 2014: Kid Massive, WeSmile, Databoy − Daylight (mit David Puentez)
- 2014: Le Shuuk & Croaky − Hey Mister! 2014 (mit David Puentez)
- 2014: Niels van Gogh feat. Nitro − Basskiller
- 2015: Fedde Le Grand & Michael Calfan feat. Max C − Feel the Love
- 2015: Patrick Hoffmann − Noon
- 2016: Cosmo Klein − Dreams (mit Matty Menck)
- 2017: DBN − All My Life
- 2018: Joachim Garraud feat. Charlie Sputnik − Champions
- 2019: Topic feat. Mougleta − Talk to Me
- 2020: Winona Oak & Robin Schulz − Oxygen
- 2020: Lari Luke feat. PollyAnna - Jealousy
- 2021: Robin Schulz feat. Kiddo − All We Got
- 2021: Topic x Bebe Rexha − Chain My Heart